# All the Right Noises
All the Right Noises è il tredicesimo album in studio del gruppo musicale britannico Thunder, pubblicato nel 2021.

## Tracce
1. Last One Out Turn Off the Lights – 4:14
2. Destruction – 5:01
3. The Smoking Gun – 4:49
4. Going to Sin City – 3:56
5. Don't Forget to Live Before You Die – 4:22
6. I'll Be the One – 4:28
7. Young Man – 5:53
8. You're Gonna Be My Girl – 4:12
9. St. George's Day – 4:03
10. Force of Nature – 4:06
11. She's a Millionairess – 3:17

Disco Bonus Edizione Deluxe
1. Firebird
2. Hero
3. The Fires That Roar
4. Pariah
5. You're Gonna Be My Girl (live)
6. Destruction (live)
7. Last One Out Turn Off the Lights (live)
8. Don't Forget to Live Before You Die (live)
9. Going to Sin City (live)
10. I'll Be the One (live)
11. She's a Millionairess (live)
12. Young Man (live)

## Formazione
- Danny Bowes – voce
- Luke Morley – chitarra
- Ben Matthews – chitarra
- Chris Childs – basso
- Harry James – batteria

- Tom Oliver – tastiera